# Río Blavet
El río Blavet fluye desde el área central de Bretaña y desemboca en el océano Atlántico en la costa sur, cerca de Lorient. 

## Geografía
El nacimiento del Blavet se sitúa al este de Bulat-Pestivien en el departamento de Côtes-d'Armor, y fluye a través de los siguientes departamentos y ciudades:
- Côtes-d'Armor: Saint-Nicolas-du-Pélem, Gouarec
- Morbihan: Pontivy, Hennebont, Lorient

Entre sus afluentes se encuentran los ríos Daoulas, Dourduff, Ével y Saint-Niel.

## Canalización
El río está canalizado en la mayor parte de su longitud y es navegable para pequeñas embarcaciones. Es parte del sistema de canales de Bretaña y su importancia aumentó cuando la parte oeste del sistema fue cortada con la construcción de la central hidroeléctrica en el lago Guerlédan. Se utiliza para el tráfico de pequeñas embarcaciones, que provienen desde Nantes por la vía de Redon y deben tomar el Canal del Blavet y el río Blavet, para poder llegar al océano cerca de Lorient.

## Ocio
El Blavet atraviesa un magnífico entorno natural, por lo que los caminos de la orilla (los antiguos caminos de sirga) son muy frecuentados por ciclistas y excursionistas.

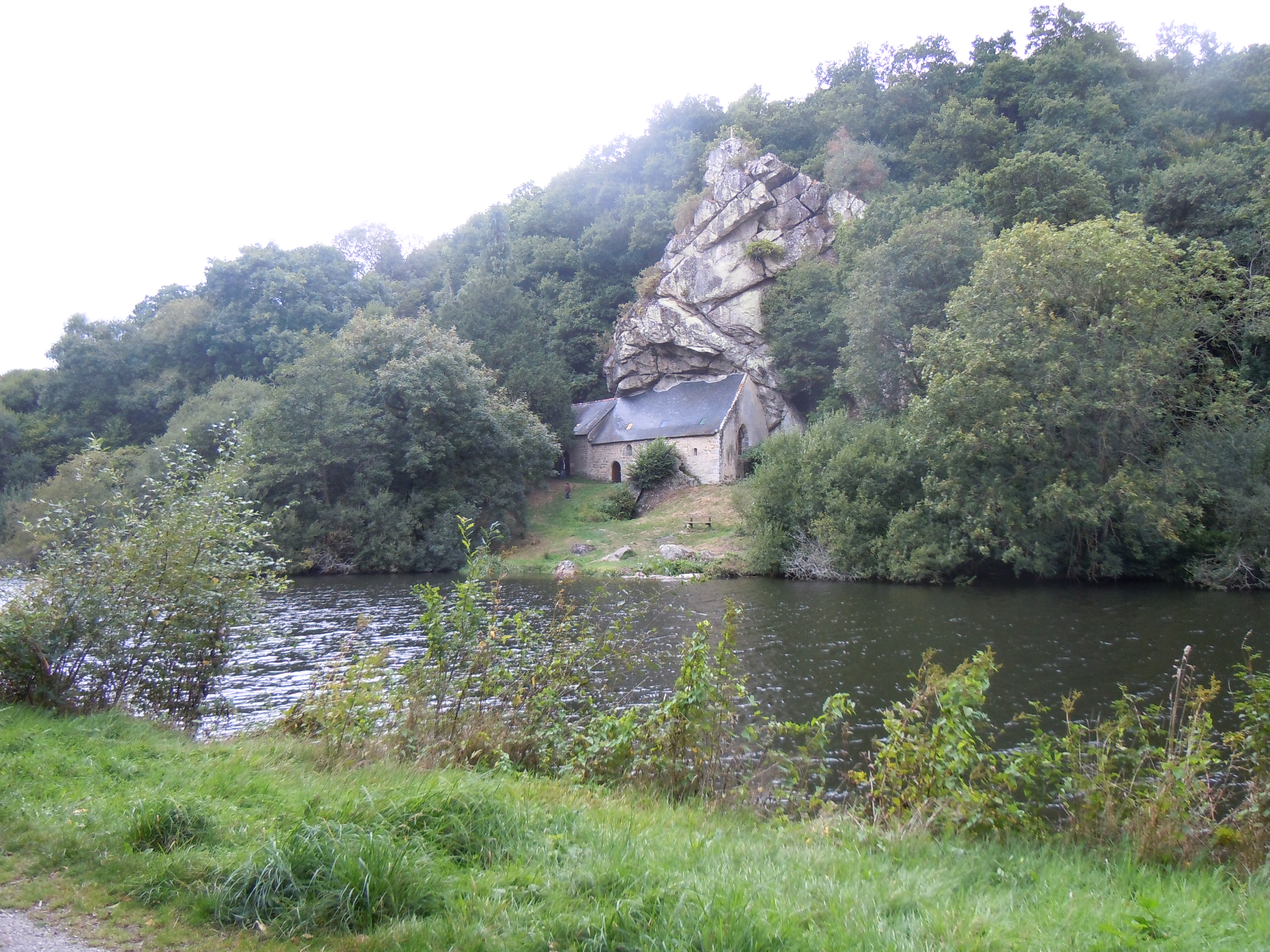
Capilla Saint Gildas en Bieuzy
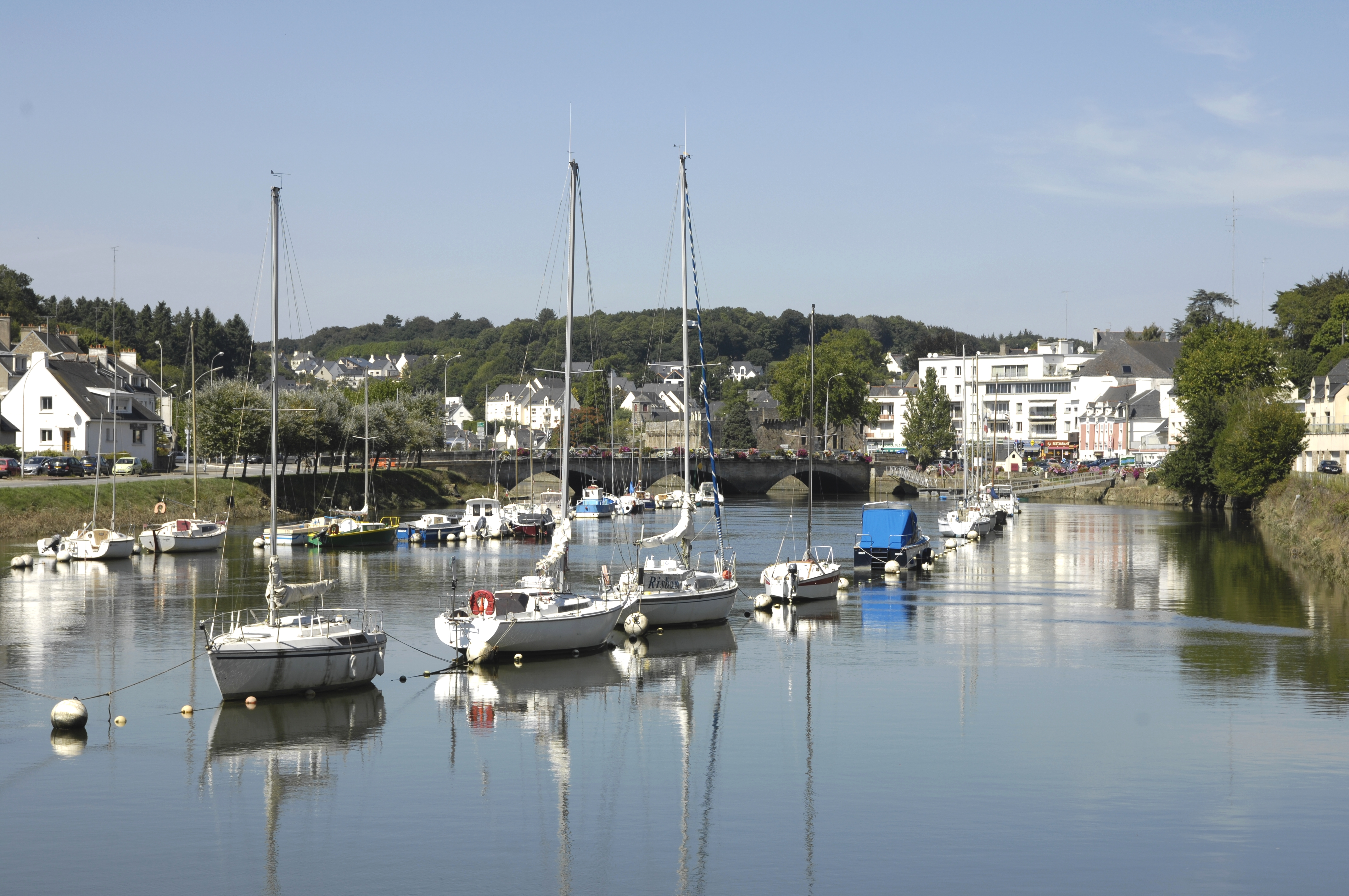
El Blavet a su paso por Hennebont